# Robert Huth
Robert Huth (Berlijn, 18 augustus 1984) is een Duits voormalig profvoetballer die bij voorkeur als centrale verdediger speelde.

## Clubcarrière
Huth verruilde in augustus 2009 Middlesbrough voor Stoke City FC, nadat Middlesbrough was gedegradeerd uit de Premier League. Hij stond op 14 mei 2011 met Stoke City in de finale van de strijd om de FA Cup. Daarin verloor de ploeg van trainer-coach Tony Pulis met 1–0 van Manchester City door een treffer in de 74ste minuut van Yaya Touré.
Huth won in mei 2016 met Leicester City de Premier League. Het was het eerste landskampioenschap in het bestaan van de club. In 2018 verliet hij de club.

## Clubstatistieken
| Seizoen | Club             | Land              | Competitie     | Competitie | Competitie | Beker | Beker | Internationaal | Internationaal | Totaal | Totaal |
| Seizoen | Club             | Land              | Competitie     | Wed.       | Dlp.       | Wed.  | Dlp.  | Wed.           | Dlp.           | Wed.   | Dlp.   |
| ------- | ---------------- | ----------------- | -------------- | ---------- | ---------- | ----- | ----- | -------------- | -------------- | ------ | ------ |
| 2001/02 | Chelsea FC       | Vlag van Engeland | Premier League | 1          | 0          | 0     | 0     | 0              | 0              | 1      | 0      |
| 2002/03 | Chelsea FC       | Vlag van Engeland | Premier League | 2          | 0          | 1     | 0     | 2              | 0              | 5      | 0      |
| 2003/04 | Chelsea FC       | Vlag van Engeland | Premier League | 16         | 0          | 2     | 0     | 2              | 1              | 20     | 1      |
| 2004/05 | Chelsea FC       | Vlag van Engeland | Premier League | 10         | 0          | 1     | 1     | 4              | 0              | 15     | 1      |
| 2005/06 | Chelsea FC       | Vlag van Engeland | Premier League | 13         | 0          | 5     | 0     | 3              | 0              | 21     | 0      |
| 2006/07 | Middlesbrough FC | Vlag van Engeland | Premier League | 12         | 1          | 1     | 0     | —              | —              | 13     | 1      |
| 2007/08 | Middlesbrough FC | Vlag van Engeland | Premier League | 13         | 1          | 3     | 0     | —              | —              | 16     | 1      |
| 2008/09 | Middlesbrough FC | Vlag van Engeland | Premier League | 24         | 0          | 4     | 0     | —              | —              | 28     | 0      |
| 2009/10 | Middlesbrough FC | Vlag van Engeland | Championship   | 4          | 0          | 1     | 0     | —              | —              | 5      | 0      |
| 2009/10 | Stoke City       | Vlag van Engeland | Premier League | 32         | 3          | 5     | 0     | —              | —              | 37     | 3      |
| 2010/11 | Stoke City       | Vlag van Engeland | Premier League | 35         | 6          | 9     | 3     | —              | —              | 44     | 9      |
| 2011/12 | Stoke City       | Vlag van Engeland | Premier League | 34         | 3          | 5     | 2     | 10             | 0              | 49     | 5      |
| 2012/13 | Stoke City       | Vlag van Engeland | Premier League | 35         | 1          | 4     | 0     | —              | —              | 39     | 1      |
| 2013/14 | Stoke City       | Vlag van Engeland | Premier League | 12         | 0          | 3     | 0     | —              | —              | 15     | 0      |
| 2014/15 | Stoke City       | Vlag van Engeland | Premier League | 1          | 0          | 3     | 0     | —              | —              | 4      | 0      |
| 2014/15 | Leicester City   | Vlag van Engeland | Premier League | 14         | 1          | 0     | 0     | —              | —              | 14     | 1      |
| 2015/16 | Leicester City   | Vlag van Engeland | Premier League | 35         | 3          | 0     | 0     | —              | —              | 35     | 3      |
| 2016/17 | Leicester City   | Vlag van Engeland | Premier League | 33         | 2          | 2     | 0     | 8              | 0              | 43     | 2      |
| 2017/18 | Leicester City   | Vlag van Engeland | Premier League | 0          | 0          | 0     | 0     | —              | —              | 0      | 0      |
| Totaal  | Totaal           | Totaal            | Totaal         | 326        | 21         | 49    | 6     | 29             | 1              | 404    | 28     |

## Interlandcarrière
Huth debuteerde op 18 augustus 2004 in het Duits voetbalelftal tegen Oostenrijk. Hij maakte deel uit van de selectie voor het wereldkampioenschap voetbal 2006, maar kwam niet in actie tijdens de eindronde.
| Interlands van Robert Huth voor Duitsland | Interlands van Robert Huth voor Duitsland | Interlands van Robert Huth voor Duitsland | Interlands van Robert Huth voor Duitsland | Interlands van Robert Huth voor Duitsland | Interlands van Robert Huth voor Duitsland | Interlands van Robert Huth voor Duitsland | Interlands van Robert Huth voor Duitsland |
| Nr.                                       | Datum                                     | Wedstrijd                                 | Uitslag                                   | Soort wedstrijd                           | Doelpunten                                | Assists                                   |                                           |
| Als speler bij Chelsea                    | Als speler bij Chelsea                    | Als speler bij Chelsea                    | Als speler bij Chelsea                    | Als speler bij Chelsea                    | Als speler bij Chelsea                    | Als speler bij Chelsea                    | Als speler bij Chelsea                    |
| ----------------------------------------- | ----------------------------------------- | ----------------------------------------- | ----------------------------------------- | ----------------------------------------- | ----------------------------------------- | ----------------------------------------- | ----------------------------------------- |
| 1.                                        | 18 augustus 2004                          | Oostenrijk - Duitsland                    | 1 - 3                                     | Vriendschappelijk                         | 0                                         | 0                                         |                                           |
| 2.                                        | 8 september 2004                          | Duitsland - Brazilië                      | 1 - 1                                     | Vriendschappelijk                         | 0                                         | 0                                         |                                           |
| 3.                                        | 9 oktober 2004                            | Iran - Duitsland                          | 0 - 2                                     | Vriendschappelijk                         | 0                                         | 0                                         |                                           |
| 4.                                        | 17 november 2004                          | Duitsland - Kameroen                      | 3 - 0                                     | Vriendschappelijk                         | 0                                         | 0                                         |                                           |
| 5.                                        | 26 maart 2005                             | Slovenië - Duitsland                      | 0 - 1                                     | Vriendschappelijk                         | 0                                         | 0                                         |                                           |
| 6.                                        | 4 juni 2005                               | Noord-Ierland - Duitsland                 | 1 - 4                                     | Vriendschappelijk                         | 0                                         | 0                                         |                                           |
| 7.                                        | 15 juni 2005                              | Duitsland - Australië                     | 4 - 3                                     | Confederations Cup 2005                   | 0                                         | 0                                         |                                           |
| 8.                                        | 18 juni 2005                              | Tunesië - Duitsland                       | 0 - 3                                     | Confederations Cup 2005                   | 0                                         | 0                                         |                                           |
| 9.                                        | 21 juni 2005                              | Argentinië - Duitsland                    | 2 - 2                                     | Confederations Cup 2005                   | 0                                         | 0                                         |                                           |
| 10.                                       | 25 juni 2005                              | Duitsland - Brazilië                      | 2 - 3                                     | Confederations Cup 2005                   | 0                                         | 1                                         |                                           |
| 11.                                       | 29 juni 2005                              | Duitsland - Mexico                        | 4 - 3                                     | Confederations Cup 2005                   | 1                                         | 0                                         |                                           |
| 12.                                       | 17 augustus 2005                          | Nederland - Duitsland                     | 2 - 2                                     | Vriendschappelijk                         | 0                                         | 0                                         |                                           |
| 13.                                       | 12 oktober 2005                           | Duitsland - China                         | 1 - 0                                     | Vriendschappelijk                         | 0                                         | 0                                         |                                           |
| 14.                                       | 12 november 2005                          | Frankrijk - Duitsland                     | 0 - 0                                     | Vriendschappelijk                         | 0                                         | 0                                         |                                           |
| 15.                                       | 1 maart 2006                              | Italië - Duitsland                        | 4 - 1                                     | Vriendschappelijk                         | 1                                         | 0                                         |                                           |
| 16.                                       | 27 mei 2006                               | Duitsland - Luxemburg                     | 7 - 0                                     | Vriendschappelijk                         | 0                                         | 0                                         |                                           |
| 17.                                       | 20 juni 2006                              | Ecuador - Duitsland                       | 0 - 3                                     | WK 2006                                   | 0                                         | 0                                         |                                           |
| Als speler bij Middlesbrough              |                                           |                                           |                                           |                                           |                                           |                                           |                                           |
| 18.                                       | 29 mei 2009                               | China - Duitsland                         | 1 - 1                                     | Vriendschappelijk                         | 0                                         | 0                                         |                                           |
| 19.                                       | 2 juni 2009                               | Verenigde Arabische Emiraten - Duitsland  | 2 - 7                                     | Vriendschappelijk                         | 0                                         | 0                                         |                                           |

## Erelijst
| Competitie              |         |                  |         |         |
| Competitie              | Aantal  | Jaren            |         |         |
| Chelsea                 | Chelsea | Chelsea          | Chelsea | Chelsea |
| ----------------------- | ------- | ---------------- | ------- | ------- |
| Kampioen Premier League | 2x      | 2004/05, 2005/06 |         |         |
| Leicester City          |         |                  |         |         |
| Kampioen Premier League | 1x      | 2015/16          |         |         |